# Grzybówka zielonotrzonowa
Grzybówka zielonotrzonowa (Mycena epipterygioides  A. Pearson) – gatunek grzybów należący do rodziny grzybówkowatych (Mycenaceae). 

## Systematyka i nazewnictwo
Pozycja w klasyfikacji według Index Fungorum: Mycena, Mycenaceae, Agaricales, Agaricomycetidae, Agaricomycetes, Agaricomycotina, Basidiomycota, Fungi.
Gatunek Mycena epipterygia został zdiagnozowany taksonomicznie przez Pearsona.
Synonimy naukowe:

Internetowy atlas grzybów podaje nazwę grzybówka zielonotrzonowa, w polskim piśmiennictwie mykologicznym gatunek ten opisywany był także jako: Grzybówka cytrynowa, odm. zielonotrzonowa i grzybówka zielonkawa. 

## Morfologia
Kapelusz
Średnica 5–30mm, paraboliczny lub kopulasty lub w kształcie dzwonu, często z małą brodawką. Prześwitują paseczki blaszek. Brzeg ząbkowany. Powierzchnia gładka, promieniście żłobiona, lepka i śliska. Ma bardzo zróżnicowaną barwę; żółto-zielonkawy do brązowego. Szczyt kapelusza ciemniejszy od brzegów. Higrofaniczny – w stanie suchym białawy.
Hymenofor
Blaszkowy, blaszki białawe lub lekko żółtawe.
Trzon
Znacznie dłuższy niż średnica kapelusza. Podobnie jak kapelusz, jest tłusty i lepki. Kolor jest blado zielonkawy do jasnożółtego.
Miąższ
O zapachu mocno mącznym.
Zarodniki
W przeważającej części podstawki mają dwa sterygmaty, ale czasami mogą mieć cztery. Bazydiospory są szkliste i mają wymiary 10–14,5 × 4–6 µm. Cheilocystydy mają różne kształty i rozmiary. Wysyp zarodników biały.

## Występowanie i siedlisko
Grzybówka zielonotrzonowa występuje w Europie i Ameryce Północnej, w tym w Polsce. 
Saprotrof rozwijający się w świerczynach i na torfowiskach, na resztkach drewna i roślinnych, na zmurszałych pniakach, wśród mchów. Owocnikowanie trwa od października do listopada. 